# Münzrolle

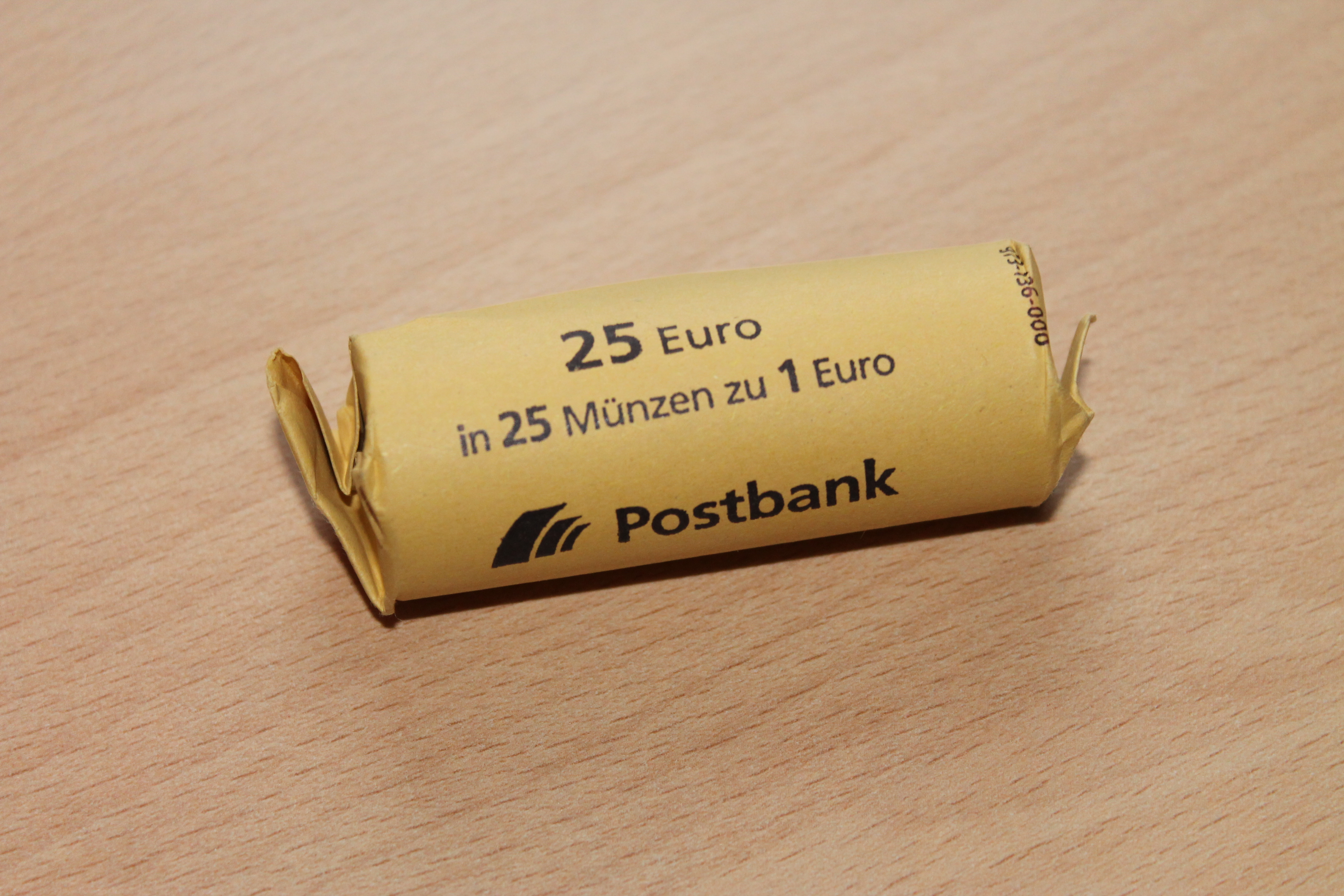
Münzrolle aus Papier mit 1-Euromünzen

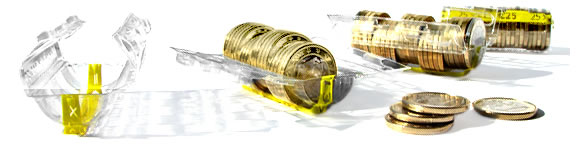
Münzrolle aus Plastik mit 1-Euromünzen

Eine Münzrolle oder Geldrolle ist eine Aufbewahrungsform für eine abgezählte Menge von Münzen (meist Kursmünzen). Münzrollen werden überall dort genutzt, wo große Mengen an Kleingeld im Umlauf sind oder aufbewahrt werden. Unternehmen mit hohem Münzumsatz, zum Beispiel Banken mit Privatkunden oder Lebensmittelläden, erhalten und vergeben ihre großen Mengen an Kleingeld in Münzrollen.

## Gebrauch
Allgemein erleichtern Münzrollen einige Münzprozesse, wie:
- Aufbewahrung
- Zählung
- Transport
- Sicherheit

Kleingeld kann in Geldinstituten eingetauscht werden, große Mengen werden in der Regel nur in Münzrollen angenommen oder teilweise von Münzzählmaschinen automatisch gezählt und verpackt. Hilfsmittel für ein manuelles Verpacken ist der Münzroller, der die teilweise beschwerliche Arbeit des Rollens erleichtert.
Bei Eintausch von Münzrollen bei einer Annahmestelle werden die Rollen in der Regel auf Gewicht kontrolliert. Dies geschieht mit einem mechanischen Geldrollenprüfer oder mit einer geeichten Waage.
Der zunehmende bargeldlose Zahlungsverkehr verringerte den Umlauf von Münzen und hat zusammen mit der Einführung von Münzzählmaschinen zum Rückgang der Nutzung von Münzrollen geführt.

### Situation in Deutschland

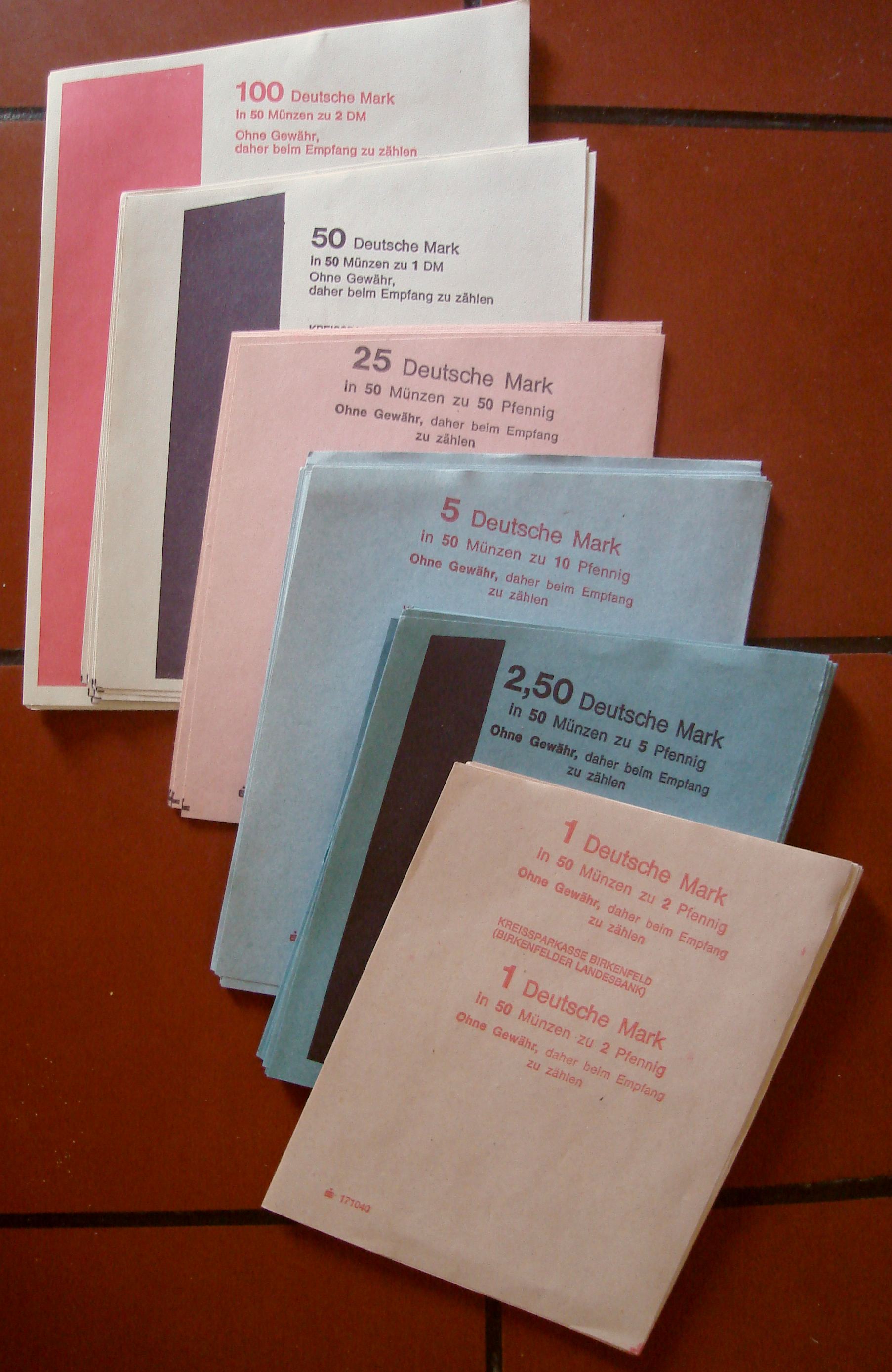
Rollenpapier für DM-Münzen

Die Prüfung der korrekten Münzmenge durch Wägen stellte zu Zeiten der Deutschen Mark bei 2-Pfennig-Stücken ein Problem dar, da nicht alle Münzen die gleiche Legierung aufwiesen. Geldrollen gelten in ihrer Form als Zahlungsmittel. Laut Münzgesetz ist jeder verpflichtet, bis zu 50 Einzelmünzen bei einem Zahlungsvorgang zu akzeptieren, was früher in Deutschland der Anzahl von DM-Münzen einer jeden Münzrolle entsprach. (Eine Ausnahme stellte die 5-DM-Münze dar: Hier waren jeweils 40 Münzen in einer Rolle.)
Die Banken erheben seit der Einführung neuer Standards für die Münzrollen-Anfertigung durch die Bundesbank im Jahr 2005 bei der Annahme von Münzrollen gewöhnlich eine Bearbeitungsgebühr. Seit 2006 nimmt die Bundesbank nur noch Münzrollen entgegen, die von zertifizierten Unternehmen maschinell nach EU-Standard hergestellt werden.
Der deutsche Standardtext auf Münzrollen lautet beispielsweise für 1-Cent-Münzrollen: »0,50 Euro in 50 Münzen zu 0,01 Euro«. Dieser Text beschreibt bei jeder Münzart die Anzahl und den Nominalwert der Münzen.
Frisch geprägte Münzen werden von Münzprägestätten an Banken in Münzrollen ausgeliefert und sind in Plastikfolien zu zehn Rollen verschweißt.

## Material, Form und Ausführung
Das Ummaterial der Münzrolle besteht in Deutschland, Österreich und der Schweiz aus Papier. In anderen Ländern, wie z. B. in Kanada, gibt es auch Ausführungen in Plastik, wobei dort auch der Erwerb im Einzelhandel gebräuchlich ist.

## Münzrollen im Europäischen Währungsraum

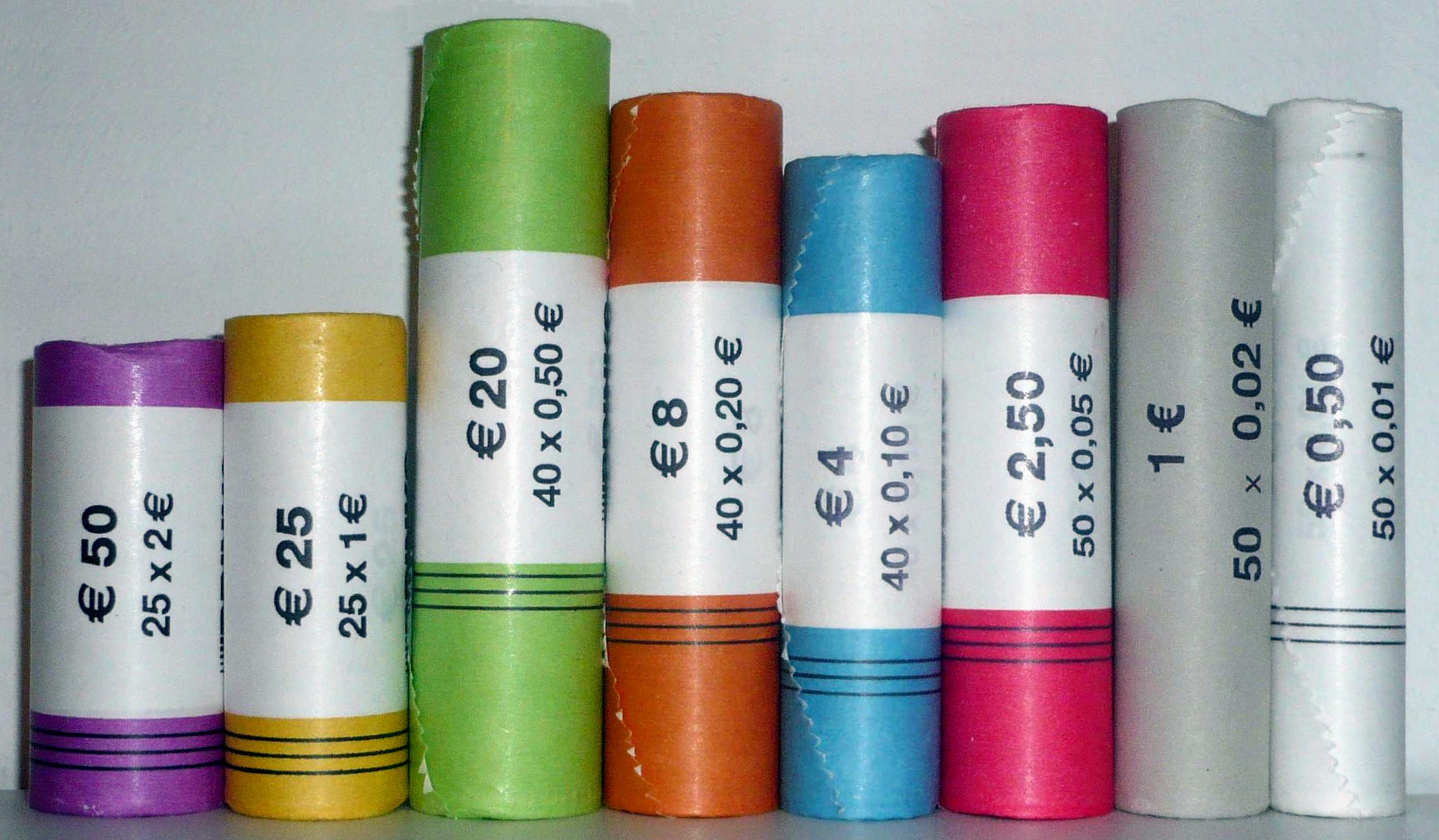
Euro-Münzrollen im Vergleich

Es gibt unterschiedliche Formen der Rolle. Sie kann entweder als oben offener Zylinder (Münzhülse) vorgefertigt sein oder vom Benutzer selbst aus Papierblättern (Handrollpapier) erstellt werden. Letztlich hat die fertige Packung eine zylindrische Form, wobei in Deutschland jeweils 50 (bei 1- bis 5-Cent-Münzen), 40 (bei 10- bis 50-Cent-Münzen) oder 25 Münzen (bei 1- und 2-Euromünzen sowie den 10-Euro-Gedenkmünzen) in einer Packung Platz finden.
Die Farbe des Verpackungsmaterials ist im europäischen Währungsraum durch die Zentralbanken festgelegt, um Verwechslungen zu vermeiden. Die Deutsche Bundesbank veröffentlicht eine Richtlinie, die von den Druckereien der Kreditinstitute beim Druck des Rollenpapiers befolgt werden muss.
In Deutschland stellt jedes Kreditinstitut den eigenen Kunden das Verpackungsmaterial meist kostenlos zur Verfügung. Fremdkunden müssen dagegen oft eine geringe Gebühr entrichten. Dort finden jeweils 50 (bei 1- bis 5-Cent-Münzen), 40 (bei 10- bis 50-Cent-Münzen) oder 25 Münzen (bei 1- und 2-Euromünzen sowie den 10-Euro-Gedenkmünzen) in einer Packung Platz.
| Nennwert der Münze | Münzgewicht | Anzahl Münzen | Rollenwert | Rollengewicht (Ohne Papier) | Farbe Papier |
| ------------------ | ----------- | ------------- | ---------- | --------------------------- | ------------ |
| 2 €                | 8,50 g      | 25 Stück      | 50,00 €    | 212,5 g                     | violett      |
| 1 €                | 7,50 g      | 25 Stück      | 25,00 €    | 187,5 g                     | gelb         |
| 50 Cent            | 7,80 g      | 40 Stück      | 20,00 €    | 312,0 g                     | grün         |
| 20 Cent            | 5,74 g      | 40 Stück      | 8,00 €     | 229,6 g                     | orange       |
| 10 Cent            | 4,10 g      | 40 Stück      | 4,00 €     | 164,0 g                     | blau         |
| 5 Cent             | 3,92 g      | 50 Stück      | 2,50 €     | 196,0 g                     | rot          |
| 2 Cent             | 3,06 g      | 50 Stück      | 1,00 €     | 153,0 g                     | grau         |
| 1 Cent             | 2,30 g      | 50 Stück      | 0,50 €     | 115,0 g                     | weiß         |

## Münzrollen für Schweizer Franken und Rappen
Der Bezug von Münzrollen, der Umtausch von Umlaufgeld ist für eigene Bankkunden sowie bei der Post in der Regel kostenlos.
| Nennwert der Münze | Münzgewicht | Anzahl Münzen | Rollenwert | Rollengewicht (Ohne Papier) | Farbe Papier | Farbe Aufdruck |
| ------------------ | ----------- | ------------- | ---------- | --------------------------- | ------------ | -------------- |
| 5 Franken          | 13,20 g     | 50 Stück      | 250,00 CHF | 660 g                       | hellblau     | schwarz        |
| 5 Franken kurz     | 13,20 g     | 25 Stück      | 125,00 CHF | 330 g                       | hellblau     | schwarz        |
| 2 Franken          | 8,80 g      | 50 Stück      | 100,00 CHF | 440 g                       | beige        | schwarz        |
| 1 Franken          | 4,40 g      | 50 Stück      | 50,00 CHF  | 220 g                       | hellgrün     | schwarz        |
| 50 Rappen          | 2,20 g      | 50 Stück      | 25,00 CHF  | 110 g                       | lila         | schwarz        |
| 20 Rappen          | 4,00 g      | 50 Stück      | 10,00 CHF  | 200 g                       | rosa         | schwarz        |
| 10 Rappen          | 3,00 g      | 50 Stück      | 5,00 CHF   | 150 g                       | grau         | schwarz        |
| 5 Rappen           | 1,80 g      | 50 Stück      | 2,50 CHF   | 90 g                        | rot          | schwarz        |